# Pelvicachromis sacrimontis
Pelvicachromis sacrimontis là một loài cá nước ngọt nhiệt đới thuộc chi Pelvicachromis trong họ Cá hoàng đế. Loài này được mô tả lần đầu tiên vào năm 1977. Trước đây, P. sacrimontis được coi là một danh pháp đồng nghĩa của Pelvicachromis pulcher.

## Phân bố và môi trường sống
P. sacrimontis chỉ được tìm thấy duy nhất tại hệ thống các sông Niger và Cross ở phía đông nam Nigeria. Bản chi tiết các địa điểm có mặt của loài P. sacrimontis không có sẵn.

## Mô tả
P. sacrimontis trưởng thành dài khoảng 10 cm; con đực có kích thước lớn hơn con mái khoảng 15 - 25%. Thân của P. sacrimontis thường có màu nâu và phần thân trên có màu đậm hơn so với bên dưới. Phần đầu có màu vàng óng; trong khi đó phần bụng cũng có một màu vàng óng kèm theo một khoảng màu hồng tím. Một dải màu đen ở gốc vây lưng được ngăn cách với dải màu đen ở thân giữa bởi một dải màu kem nhạt. P. sacrimontis có một đốm đen ở rìa nắp mang. Vây bụng có các màu: xanh da trời, đỏ hồng hoặc tím hồng. Vây ngực có màu vàng nhạt. Một số cá thể có một vài đốm đen ở phần trên của vây đuôi và phần vây lưng. Vây đuôi được bo tròn ở cả hai giới.
P. sacrimontis là loài dị hình giới tính. Ở cá đực, vây tia đầu tiên của vây bụng luôn dài nhất; vây lưng và vây đuôi có một đường viền màu đỏ. Ở cá mái, vây đuôi và vây hậu môn thường trong suốt hoặc có màu vàng nhạt; phần bụng màu hồng tím sẽ trở nên nhạt đi sau khi sinh.

## Hình ảnh

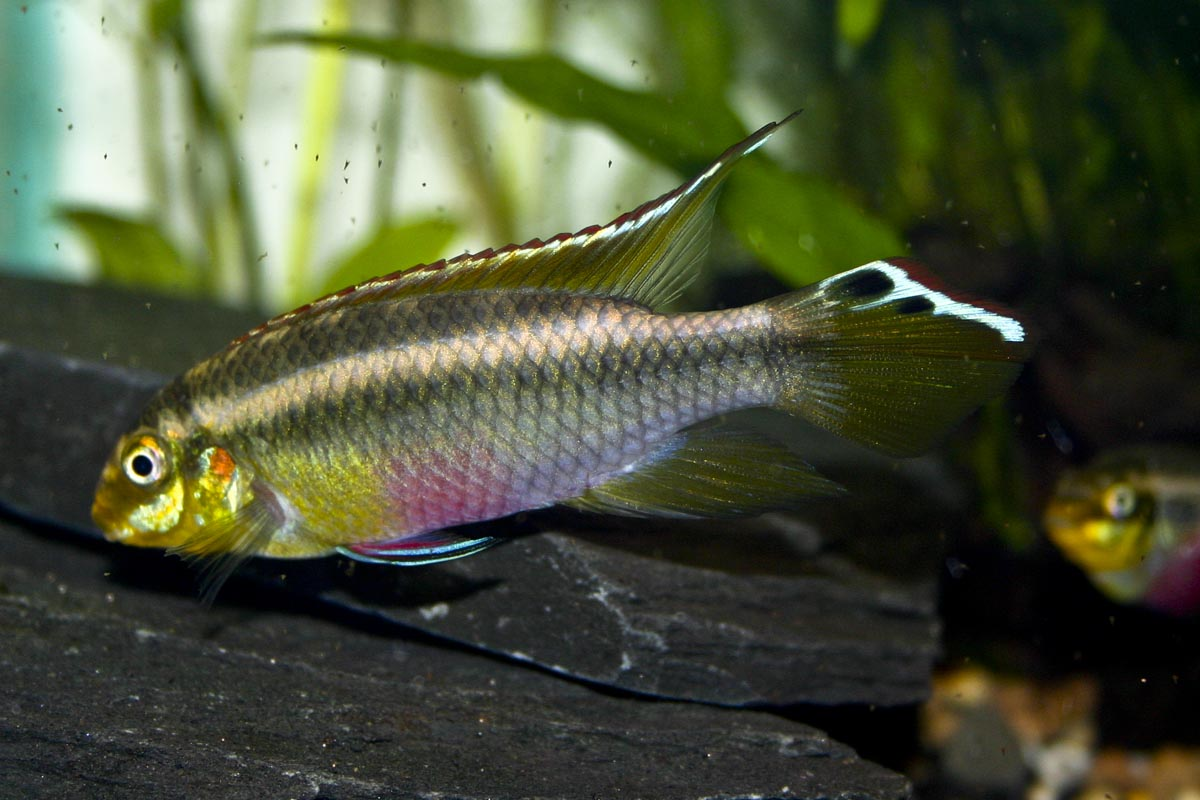
Cá đực
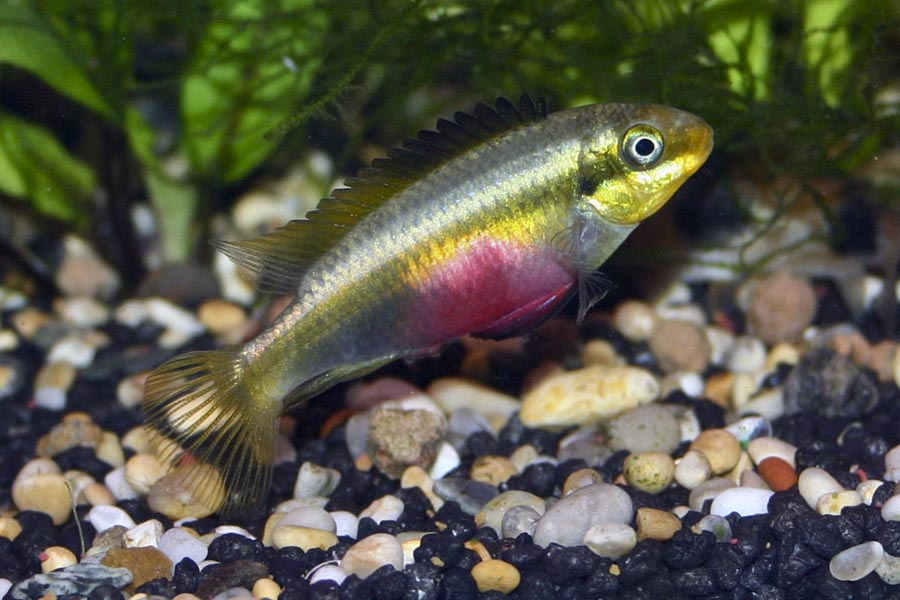
Cá mái